# Hova lettek Morganék?
A Hova lettek Morganék? (eredeti cím: Did You Hear About the Morgans?) 2009-ben bemutatott amerikai romantikus vígjáték, melyet Marc Lawrence írt és rendezett. A főbb szerepekben Hugh Grant, Sarah Jessica Parker, Sam Elliott, Mary Steenburgen, Elisabeth Moss és Wilford Brimley látható.
A filmet az Egyesült Államokban 2009. december 18-án mutatták be először, Európában pedig többségében 2010 januárjában. A magyarországi premierre 2010. január 14-én került sor.
A Hova lettek Morganék? kedvezőtlen fogadtatásra lelt. A körülbelül 58 millió dollárból készült film csupán 47,5 millió dolláros bevételt termelt (ebből az USA-ban 29,6, míg a többi országban 18 millió dollárt) és a kritikusok is negatívan fogadták.

## Rövid történet
A New Yorkban élő, a válás szélén álló Morgan házaspár egy gyilkosság szemtanúja lesz, ezért tanúvédelmi program keretében kénytelenek új személyazonossággal egy csendes kisvárosba költözni.

## Cselekmény
A válófélben lévő férj még mindig szereti feleségét, ezért kisebb-nagyobb ajándékokat küldözget neki, még egy csillagot is elnevez róla. Felesége azonban nem tudja megbocsátani neki, hogy egy alkalommal megcsalta őt. Mindketten sűrű elfoglaltsággal járó munkát végeznek, de asszisztenseik segítségével megszervezik, hogy elmenjenek vacsorázni és beszélgessenek egymással. A vacsora végeztével, amikor Meryl (aki ingatlanügynök) a következő ügyfelével találkozna, Paul és Meryl egy gyilkosság szemtanúi lesznek, és a gyilkos is észreveszi őket.
A gyilkos még aznap felfedezi Merylt egy újság címlapján és megtámadja a lakásán, azonban Meryl, kimászva az erkélyen át tud mászni a mellette lévő lakásba, így pillanatnyilag megmenekül előle.
Az FBI figyelmezteti őket, hogy egy veszélyes bűnözővel van dolguk, ezért ha életben akarnak maradni, részt kell venniük a tanúvédelmi programban, ami azzal jár, hogy akaratuk ellenére nem maradhatnak New Yorkban, hanem azonnal vidékre kell költözniük. Ennek során egy Ray nevű kisvárostól nem messze, Wyoming államban, egy erdőben lévő faházban laknak egy olyan házaspárnál, akik a tanúvédelmi programban résztvevőket vendégül látják a szükséges időre. A házban van telefon és internet is, ezek azonban kóddal védve vannak, így azokat Morganék (a saját biztonságuk érdekében) nem használhatják.
Egy alkalommal azonban, amikor a reggeli futás után visszatérnének a házba, egy medve tűnik fel Paul közelében. Meryl felolvassa Paul számára az ilyen esetekben szükséges tudnivalókat, végül Paul berohan a házba a medvével a sarkában és Meryl véletlenül Paul arcába fújja a „medveriasztó” spray-t. Pault elviszik a kisváros orvosához, ahol a vizsgálat alatt Meryl szerét ejti, hogy telefonáljon. Az örökbefogadással kapcsolatban, amit már több hónapja beadott, jelzi, hogy pillanatnyilag nem tud benne részt venni.
A gyilkos, aki korábban már felkereste Meryl irodáját, elhelyezett az asszisztens asztalánál egy lehallgatóberendezést, így birtokába jut annak a telefonszámnak, ahonnan Meryl telefonált. Rövid érdeklődés után kideríti a kisváros nevét és elindul, hogy bevégezze a dolgát.
Közben Paul és Meryl vendéglátóiktól lőgyakorlatot vesz és lovagolni tanul.
A kisváros rodeóbajnokságot rendez, ahová a vendéglátók is elmennek, így Paul és Meryl egyedül maradnak a házban, ahová a gyilkos hamarosan megérkezik és automata fegyverből tüzet nyit rájuk, azonban egy medve őt is megzavarja a lövésben. Meryl, újonnan szerzett tudományát felhasználva visszalő a támadóra, azonban csak két tölténye volt a tárban, így lóra pattannak, és a rodeóhoz sietnek, hogy ott segítséget kérjenek.
Itt a merénylőt, mielőtt lőni tudna, többen közrefogják, és mindenkinél fegyver van, végül egy lópatkóval fejbe vágja valaki, így az elájul. Az FBI hamar megérkezik és elszállítja.
A következő jelenet 6 hónap múlva játszódik. Morganék visszatértek New Yorkba és egy örökbe fogadott, néhány hónapos kínai csecsemővel a lakásukra mennek. Itt kiderül, hogy Meryl gyermeket vár.

## Szereplők
| Szerep         | Színész              | Magyar hang   |
| -------------- | -------------------- | ------------- |
| Meryl Morgan   | Sarah Jessica Parker | Spilák Klára  |
| Paul Morgan    | Hugh Grant           | Stohl András  |
| Caly Wheeler   | Sam Elliott          | Szélyes Imre  |
| Emma Wheeler   | Mary Steenburgen     | Kiss Mari     |
| Jackie Drake   | Elisabeth Moss       | Ruttkay Laura |
| Kelly          | Kim Shaw             |               |
| Vincent        | Michael Kelly        |               |
| Marshall Lasky | Seth Gilliam         |               |